# 港鐵市區綫中國長春製列車
港鐵市區綫中國長春製列車（英語：CNR Changchun EMU，簡稱C-Train），長客內部型號為DKZ28型，乃港鐵公司所擁有的直流電客運電動列車，於2011年12月7日起投入服務。
該款列車在設計上可通行於港鐵市區四綫，唯自使用至今均主力行走於觀塘綫。此乃香港歷史上分別為第一款由中國內地廠商製造的通勤型列車和第二款中國中車的鐵路車輛。

## 概要
這型號電動列車由中國北車長春軌道客車製造，設計使用壽命可達40年，其最高營運時速為80公里。

### 購入數量沿革
中國北車長春軌道客車稱，港鐵先於2008年12月10日簽約購入10列新列車，行走於市區綫（與港鐵所稱相同），於2011年年底前付運，2012年5月再交付5列列車；並稱其後港鐵再於2011年7月增訂7列8卡車廂列車，供西港島綫及觀塘綫延綫使用（合約以西港島綫名義批出，但最終沒有在港島綫上正式行走），以應付通車後的乘客量。
2012年10月14日，非官方的港鐵故障消息Facebook「MTR Service Update」表示港鐵第一批中國製列車合計15列，而於2013年1月26日MTR Service Update則指第二批同款車合計7列，以供市區綫使用，符合長客所指出的數字。
2013年3月12日，第20編組抵港；同年5月，第21編組抵港；同年7月，第22編組抵港。列车於2013年9月8日全數投入服務。

### 多用途空間
這款列車與現在的近畿川崎列車一樣，設有多用途空間。首批新車在製造階段時，港鐵正在為行走東鐵綫的近畿川崎列車增設多用途空間，其規格為於第3至第6卡設置兩個大型多用途空間並設有半座位，而第1、2、7、8卡則設有一個小型多用途空間附設半座位，故此新列車的原裝規格跟隨當時市區綫的市區綫現代化列車的設計，而第3至第6卡車廂的多用途空間並不設緊急通風窗（有大窗但上半部份不可打開）。及後港鐵修改多用途空間的規格，為第2至第7卡各設立一個大型和小型多用途空間，所有多用途空間不再設有半座位，但第一批新車組裝階段已接近完成並陸續運到香港，故首兩列投入服務的新車在投入服務初期保留原裝規格，並分別於2012年12月及2013年4月更新至最新的多用途空間規格。由第3列投入服務的新車起，列車在投入服務前已改用新的多用途空間規格，但當時未有更改緊急通風窗的編排，到了較後期投入服務的列車，第2及第7卡的大型多用途空間位置的緊急通風窗位置才被取消。而第2批新車的車窗編排亦有所修改。
2018年4月起，列車車門編號貼紙換成接近九鐵款式。

## 特點

### 列車性能
與市區綫韓製列車一樣，這款列車相比行走東涌綫的機場鐵路Adtranz-CAF列車以及和行走市區綫的市區綫現代化列車，具有較佳的加速率1.3m/s2（4.68km/h/s）和減速率0.8至1.35m/s2（2.88至4.86km/h/s）。
而市區綫現代化列車以及機場鐵路Adtranz-CAF列車之加減速度均為3.6km/h/s。
由於這款列車的加速度與市區綫韓製列車的相同，為了減少乘客不適，列車自動控制程式與初期通車時的日製近畿川崎列車（又稱SP1900/1950/KRS991/1151型電動列車、千九列車）一樣，加速時首兩秒加速度較慢，之後加速度明顯提高。

### 車門特點

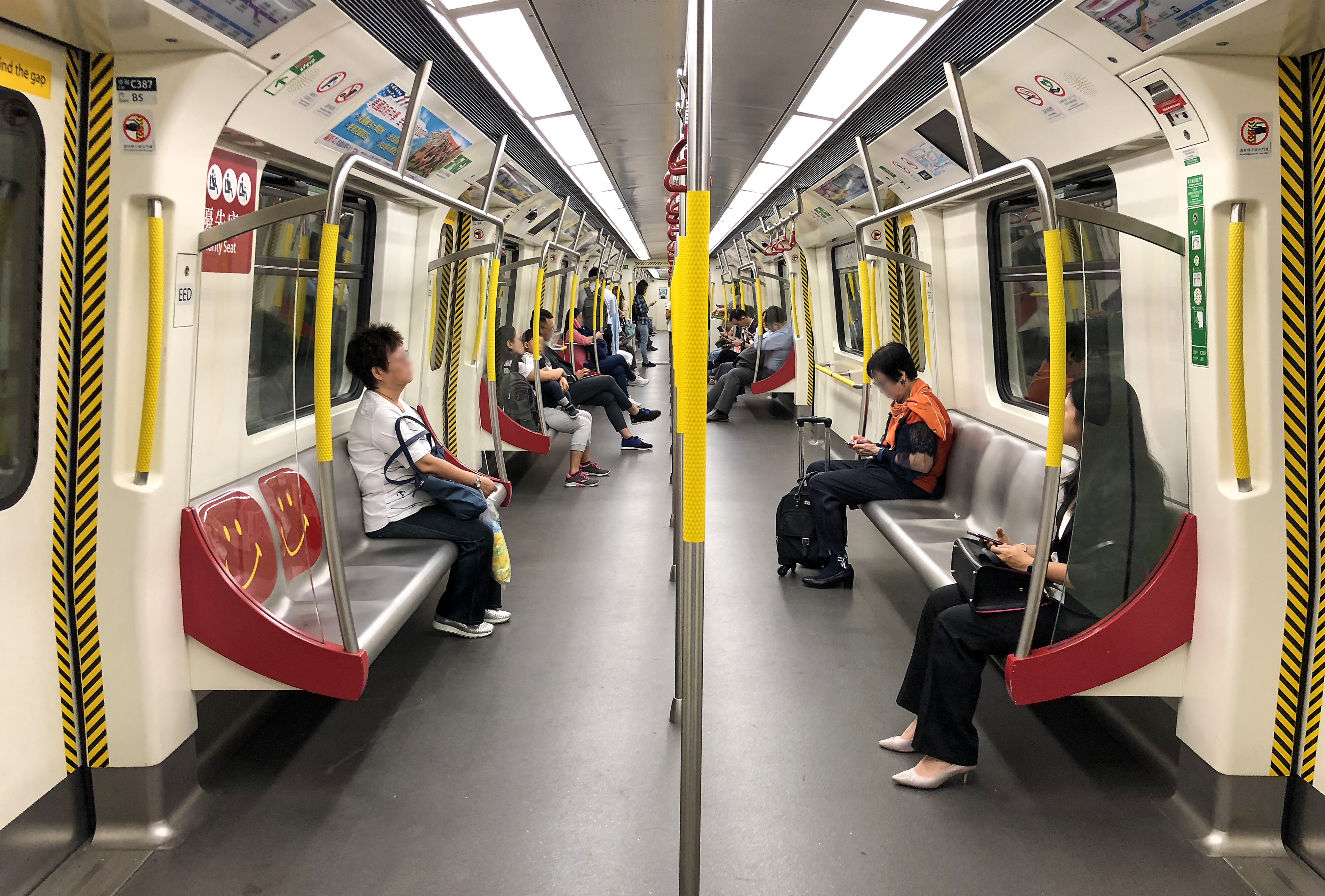
列車內貌

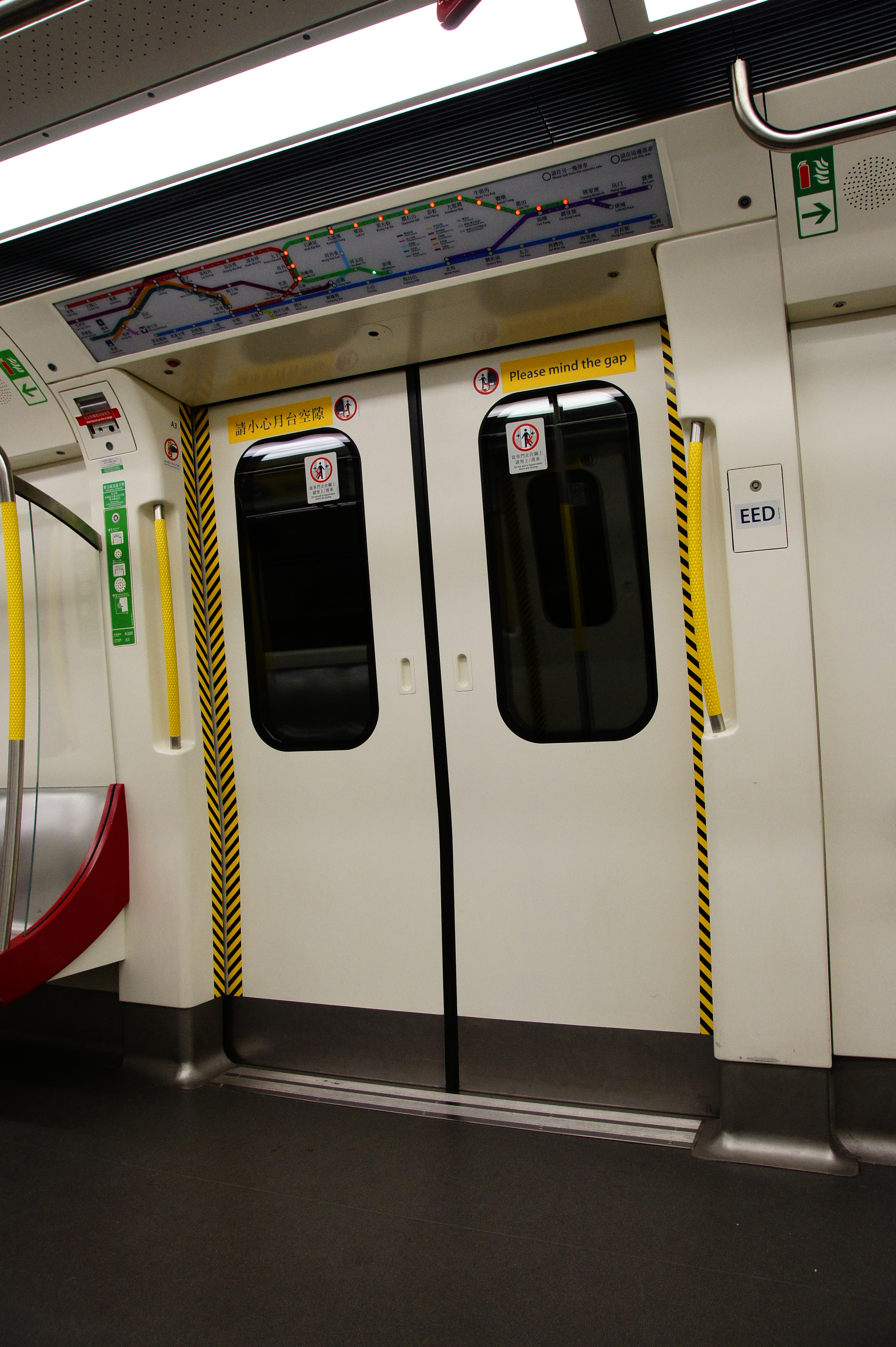
列車車門設有手把

這款列車客用車門與市區綫現代化列車及近畿川崎列車（SP1900/ 1950型電動列車）一樣都是「滑動式車門」，由上海法維萊交通車輛設備有限公司製造（與SP1900/ 1950型列車相同）；而非韓製列車的「嵌入式車門」，而駕駛室兩側的車門則採用了由同廠提供的嵌入式車門，至於隔音效果比市區綫現代化列車良好。所有車門裝有手握。
另外，與機場鐵路Adtranz-CAF列車一樣，車門設有獨立重開功能，如夾物會自動且獨立重開車門（及有關的月台幕門，如果幕門同時夾物的話）至特定闊度（該闊度足以讓有關物件或乘客鬆開），並自動關上，未有夾物的車門則不會重開，設計與SP1900/ 1950型列車類似；此功能限使用三次，三次之後如列車車門仍不能正常關上，車長則必須開啟全部車門，重新關閉。所有車門關上後，顯示落車方向的提示燈才會熄滅。
不久將來，這款列車的客用車門導向組件（door bottom guide assembly, DBG）會獲改良，以減輕物件被門所夾時，車門運作有欠順暢之患。

### 扶手
座位兩旁採用弧形扶手，港鐵公司指出這設計可以令車廂感覺更寬闊。

### 車頭緊急出口
本列車的緊急逃生出口組件由西安嘉業航空科技有限公司製造，首4列出廠的緊急出口門之開啟方式與第5列起的開啟方式曾有所不同。
首4列（由A351至A358）原先的設計中，乘客開啟時需先拉下門鎖把手，門即會向右滑出，之後再等待指示燈亮起，便可拉下斜道把手，斜道伸出，此時可步出離開。
但由第5列起，設計更改了，新的設計中乘客需拉下門掣，然後人手向外推開車門，之後無需等待指示燈，即可拉下斜道把手，斜道伸出，此時踏下腳板，便可步出離開。此設計中，緊急出口門不再向右滑出，最後首4列也改為第5列的設計。另外緊急出口門的玻璃亦改為尺寸較小的設計以收納斜道，並非當初運抵時的模樣。

### 控制裝置
本列車採用IGBT-VVVF及再生制動，用電量與港鐵市區綫韓製列車相若，與使用可關斷晶閘管斬波器（Si-GTO-Chopper）的港鐵市區綫現代化列車比較，用電量明顯較少。市區綫C-train的牽引系統由日本三菱電機提供。

### 其他設備
- 列車空調機組和市區綫韓製列車、南港島綫列車一樣由Sigma Coachair製造。
- 車卡連貫通道採用與近畿川崎列車一樣的德國品牌虎伯拉鉸接系統（HÜBNER Group）。
- 列車內部裝飾以及車廂旁板組件均由江蘇常州市的供應商製造。
- 集電弓由英國Brecknell Willis（英语：Brecknell Willis）製造。
- 車門及車窗玻璃則由海安縣耀華安全玻璃有限公司（E000134）製造，再交由長客組裝。
- 而此列車與港鐵近畿川崎電動列車一樣，採用由三菱電機提供的列車管理系統（TMS）。
- 車廂廣播雖以港鐵格式錄製，但因發聲軟件以臺北捷運廣播為基礎，聲線及口音與臺北捷運相似。

## 設計
用於市區綫的北車長客電動列車，與其他行走市區綫列車設計相近，由北車長客委託德國Tricon Design 負責設計，並參考了韓製Rotem電動列車及市區綫現代化列車的設計，針對缺點作出改良。

## 設備
本列車車上配有以下設備，供乘客使用：
- 緊急通風窗：首2列列車（A351-A354）的第1、2、7、8卡，所有車窗均設有緊急通風窗；第3至6卡，除多用途空間的車窗外，其餘均設有緊急通風窗。第4列列車的第2至7卡則有1個窗沒有通風窗；第3列列車及由第5列列車起，第2至7卡各有2個窗沒有通風窗，而所有A卡則有1個車窗沒有通風窗。現時有關多用途空間之車窗貼上「請讓有需要乘客優先使用這空間」（A卡除外）及「請讓有需要乘客優先使用這空間」及「請讓座予有需要人士」之貼紙。
- 半座位（市區綫）：第3列列車及第5列列車 投入服務初期在中間4卡設有兩個大型多用途空間，其餘車廂均設有一個小型多用途空間，多用途空間原設有半座位，有關設備已經分別於2012年12月及2013年4月拆除，並與其他編組統一多用途空間編排。
- 緊急通話器：每卡車廂均梅花間竹式在A及B面車門設置共5個緊急通話器，如有危急事故，乘客可以使用緊急通話器與車長談話，車長將獨立回應。開啟方式：拉上保護蓋，再拉下手掣。
- 滅火器：設於車卡交接位，如有火警可於職員指示下使用。
- 閉路電視：本列車與近畿川崎列車一樣，車上都裝有閉路電視，車長可在乘客按動緊急通話掣後，查看閉路電視以了解車廂情況[7]。閉路電視錄影帶會保留5日[11]。
- 液晶顯示器：作為港鐵車廂電視，播放有線新聞和娛樂新聞。而螢幕下方會打出廣播的相應文字顯示，惟前者只在廣播進行時臨時調整畫面佈局顯示文字，後者則在固定的區塊中顯示文字。
- 緊急出口：乘客拉下門掣後，向外推開車門，並拉下斜道把手，斜道伸出，此時踏下腳板，便可步出離開車廂。設於兩邊駕駛室內。
- 紅色鐵鍊：第1列列車至第9列列車是在投入服務之前是有車卡接駁位之間的三條紅色鐵鍊，第10列列車起至第22列列車是在投入服務之前是沒有安裝車卡接駁位之間的三條紅色鐵鍊。

## 大事年表
請同時參見歷史及列車事故的一段。
- 2008年2月11日：宣佈計劃招標購入10列新列車。
- 2008年10月14日：批出10列新車合約予中國北車集團長春軌道客車股份有限公司，招標編號為C6554-07E，造價總值港幣11.3億元。[12]
- 2010年12月6日：首列列車在長春完成生產和下線。[13]
- 2011年4月23日：第1編組列車在遼寧營口港吊上中國外運貨輪「遠東快樂號」，並於翌日下午2時起運，是中國外運獲得北車裝船運送獨家合約後，首次以海運方式出口北車製車輛。[14]
- 2011年9月18日：報章報道，此類列車只會服務觀塘綫或荃灣綫，而車長需再接受培訓並通過考試，才可駕駛本類型的車輛。
- 2011年10月5日起：列車於晚間非繁忙時段在觀塘綫進行「影子測試」。（英語：Shadow Running Test）[15][需要較佳来源][16][需要較佳来源][17][需要較佳来源][18][需要較佳来源]
- 2011年10月11日，報章再報道此類型列車會率先行駛觀塘綫。[19]
- 2011年11月7日：其中一列中國製列車於下午2時37分在彩虹站發生衝燈事故，列車需由車長按動緊急停止按鈕剎停，比停車位置超出13米。[20]
- 2011年12月7日：觀塘綫於晚上約10時半，首次作出有關中國製列車的列車調動，其中一列中國製列車代替原列車行走觀塘綫，是為本型列車首航。[21]
- 2011年12月9日：首列投入服務的中國製列車於晚上10時40分在九龍塘站發生故障，車上所有乘客需要下車，列車駛回車廠檢查，但所謂的「故障」為發現車廂的地台水平與月台水平有偏差。[22][23]
- 2012年1月8日：一列未投入服務的中國製列車於九龍灣車廠開放日展出。根據開放日的資料介紹，所有中國製列車只行走觀塘綫。
- 2012年3月12日：港鐵宣佈推出「用心聽·用心做」計劃，當中決定並同時耗資4.4億增購4列於本類型同款的中國製列車，預計於2014年至2015年期間運抵香港[24][25]，不過長客未予承認，也不評論港鐵的決定。
- 2012年5月29日：一列中國製列車於晚上非繁忙時間在荃灣綫載客，此乃本類列車首次在荃灣綫載客。
- 2013年1月31日：一列屬第二批次的中國製列車於晚上10時半左右正式投入服務，為首列第二批列車之首航。
- 2013年5月13日及16日：5月13日，一列中國製列車於晚上約10時15分在將軍澳綫（北角至寶琳）載客，此乃本類列車首次在將軍澳綫載客。三天後該編組行走康城站穿梭班次，為本類列車首次載客進入康城。[來源請求]
- 2013年9月8日：市區綫中國製列車均已全數投入服務。[26][需要較佳来源]
- 2016年10月22日，首列投入服務的中國製列車在觀塘綫延綫通車前被安排擔任最後一班來往油麻地站的列車班次，並於23日凌晨01:04開出由該站起點的最後班次。[27]23日早上6時10分，港鐵觀塘綫延綫通車，列車被安排行走首班由黃埔站開出的列車班次。[來源請求]
- 2018年10月，港鐵為其中一列中國製列車試驗性安裝車載軌道檢測系統、車輪環和減噪音液體瓶。
- 2022年10月，港鐵為其中四列中國製列車試驗性安裝車載軌道檢測系統、車輪環和減噪音液體瓶。
- 2023年11月，港鐵為其中八列中國製列車試驗性安裝車載軌道檢測系統、車輪環和減噪音液體瓶。

## 未來發展
為節省電源，港鐵已於2013年或之前，為前地鐵路線（不包括迪士尼綫）共136列列車，更換至採用發光二極體（LED）照明。不過本型號列車的車齡於當年尚算很低，因此本型列車的照明更換工程則要到2023年1月下旬至4月下旬才進行。
未來會逐步提升現時所有觀塘綫的中國長春製列車的車廂設備，包括採用新款吊環、增設動態路線圖、更換環型扶手、安裝煙霧感應器、空氣淨化機、車載軌道檢測系統、車輪環、減噪音液體瓶及視野鏡頭。

## 問題

### 安全
有港鐵員工指出，因為港鐵首次購入中國大陸製造的列車，所以本批次列車運到香港後，上司要求員工驗車時要較平常程序更嚴格。而驗車後發現車廂座位櫈邊鑲嵌高低不平；以及部分車轆行駛時會產生火花，可能會煞掣失靈並引致重大意外。性能亦不及市區韓國製列車。另外，更發現本批次列車有車門關上後，門膠會吸在一起，令車門過緊而無法再自動開啟，需要由人手開門。亦有指本批次列車在斜路或彎位路軌行走時車門同樣無法開啟。又網上有相片指出，有其中一列列車（第一編組）調動至荃灣車廠，所有車門被拆下，方便進行重裝地板工程；現時，有關列車已經投入服務。

### 訊號系統
蘋果日報報道，據其所獲得的港鐵密件得知，一列第5編組的中國製列車，2011年11月7日下午2時37分在彩虹站以自動模式（即以ATO運作）試行時，因訊號系統失靈，進站時未能按路軌訊號燈指示煞停，司機即時啟動緊急煞車掣，列車最後過站約13米，並未釀嚴重事故。肇事列車當時正用作員工訓練，由九龍灣車廠駛往彩虹站。事發前進行了兩次人手操作駕駛測試，列車都能正常運作；當轉換至自動操作模式時，列車正從彩虹站中央的路軌進入月台，前方訊號燈雖為紅燈，但列車未有停下，繼續以時速十多公里向前衝，令第一卡的前兩組車門均離開月台。車長及時按下緊急停車掣避過意外。事發後該列車駛回九龍灣車廠檢查，並歸類為「設計缺陷」個案處理，將事件列為衝燈事故（SPAD，Signal Passed at Danger），但認為事件毋須通報。港鐵證實事件，指當時發現訊號系統的電腦軟件出現誤差，事故後已作出修正。

### 車廂與地台水平的偏差
2011年12月9日，晚上10時40分，第五編組的中國製列車行駛至九龍塘站時，車長發現車廂地台水平與月台水平出現偏差，車廂地台較高。為安全起見，港鐵於同日晚上將列車駛回車廠進行詳細檢查。

### 無法對準月台停車位置
根據報章報道，多列中國製列車（C-Train）在投入服務初期，經常無法對準月台停車位置，使車門無法對準幕門，須作人手調整。這個情況曾發生於大部分的車站。最嚴重的情況是出入通道被幕門遮擋近一呎，妨礙乘客上下車。繁忙時間列車一向較為擠迫，乘客經常未能上車。而報道称其中一列由油麻地站駛往調景嶺站的列車，油麻地、旺角及太子的停車位置嚴重偏差，需要由車長以人手調整列車停車位置，乘客才能上落。
雖然市區綫現代化列車（M-Train）和市區綫韓製列車（K-Train）偶爾亦會出現停車位置有偏差的情况，但是這款列車在投入服務初期，其停車位置偏差情況尤其嚴重（事實上東鐵綫的中期翻新列車同樣有此問題，但由於該綫全站均沒有月台安全門，不影響上落）。根據港鐵知情人士透露，直至報章報道刊出當日，港鐵仍然未能解決列車停車位置偏差的問題。香港理工大學機械工程學系工程師盧覺強認為停車位置偏差是由於列車的控制程式未能配合月台訊號所致，嚴重的偏差更會妨礙乘客出入車廂、易生意外，因此港鐵必須修正此問題。

### 耗電量高
有港鐵內部人士透露，列車在投入服務初期耗電量超出預期，同一方向的行車線上，最多只能安排兩列中國製列車同時行駛，主要在中午及下午繁忙時段行走觀塘綫。不過，目前在繁忙時段有接近9-18列中國製列車同時行駛，乘客搭到的機會相當高，在2013年7月27日及9月1日，更曾出現單一方向最高連續12班列車為中國製列車的記錄，2022年開始經常出現連續15班或以上，這或可能顯示港鐵已就此問題作出修復。

### 事故
2012年1月28日，下午1時許，觀塘綫一列駛往油麻地站的中國製列車，駛至彩虹站時，車長突然發現列車所接收的訊號不暢順，讓車上所有乘客下車，駛返車廠檢驗。
2012年4月19日，一列觀塘綫中國製列車駛至調景嶺站時，有乘客發現車廂內的紅色扶手吊環脫落，港鐵職員隨即用黑色膠紙將吊環安裝於原位和封好，之後安排維修人員到車廂將吊環拆除，港鐵發言人指涉事列車於2012年1月才投入服務，會調查吊環脫落原因。
2013年5月14日，中午12時，有乘客在調景嶺站登上其中一列中國製列車，在列車卡與卡之間的通道發現有一扇遮蓋門無故打開，露出列車接合扣位，並不斷搖晃，列車駛至九龍灣站時有職員上車留守至油麻地站，再交由技術人員處理。經初步調查，相信該列車遮蓋在出廠時，其門鎖未有鎖緊至意外鬆開。
2013年12月16日，中午12時半左右，觀塘綫一列駛往油麻地的第8編組列車，行駛至油塘站前，發生電子故障，並產生火花，車上所有乘客沿車頭逃生門摸黑步行50米至油塘站，令該路線（油塘至調景嶺）及將軍澳綫全綫停駛五小時，嚴重影響西貢區的交通。經警方調查後，證實列車的集電弓設計過高，但因為故障時有高架電纜下垂，導致其中一個集電弓被纏到並扯離車頂。
2014年3月4日，中國北車集團子公司生產的40輛列車，被新西蘭當地鐵路公司KiwiRail揭發，含致癌石棉物料，需緊急停用40輛列車。而對方已承認列車含石棉，涉油漆和隔音物料。港鐵亦有向集團另一子公司長春軌道客車股份有限公司，購買32列列車（包括22列供市區綫使用及10列供南港島綫使用）。港鐵發言人指，十分關注事件，會在港進行全面測試。經測試後，證實列車不含石棉。

## 外部連結
- 香港鐵路大典上的相关条目：港鐵市區綫‧南港島綫中國長春製列車